# Mad Men
Mad Men (no Brasil, Mad Men: Inventando Verdades) é uma série de televisão dramática estadunidense criada e produzida por Matthew Weiner. Foi exibida às noites de domingo pelo AMC, canal de televisão por assinatura, com produção da Lionsgate Television. O seu primeiro episódio foi para o ar em 19 de julho de 2007. A sétima e última temporada teve 14 episódios e foi dividida em duas partes de sete episódios, que foram transmitidas em 2014 e 2015. A primeira metade da temporada estreou em 13 de abril de 2014.
A série passa-se na década de 1960, inicialmente na agência de publicidade fictícia Sterling Cooper, localizada na Madison Avenue, em Nova York. O foco da série é o personagem Don Draper (Jon Hamm), diretor de criação da Sterling Cooper, bem como as pessoas que fazem parte de seu círculo social. A trama tem como foco a parte profissional das agências de publicidade e as vidas pessoais das personagens que trabalham nelas, à luz das mudanças sociais ocorridas nos Estados Unidos da época.
Mad Men foi largamente elogiada pela crítica, especialmente por sua autenticidade histórica, estilo visual, figurino, atuações, roteiro e direção de reconhecida qualidade, tendo conquistado diversos prêmios, incluindo quinze Emmys e quatro Globos de Ouro. É a primeira e única série de basic cable a conquistar o Emmy de série dramática de destaque, vencendo-o para as primeiras quatro temporadas consecutivas (2008, 2009, 2010 e 2011).
No Brasil, a série foi transmitida em rede aberta na TV Cultura (também via satélite) e em rede fechada pelo canal HBO. Em Portugal, a série foi transmitida pela RTP2, em rede aberta, e pela FOX Portugal, em rede fechada.

## Produção

### Concepção
Em 2000, enquanto trabalhava como membro da equipe de roteiristas da série Becker, Matthew Weiner escreveu como um spec script ("roteiro especulativo") o primeiro rascunho do episódio piloto ("Smoke Gets in Your Eyes"). O produtor televisivo David Chase recrutou Weiner para trabalhar como roteirista na sua série The Sopranos, da HBO, após ler o roteiro deste piloto em 2002. "Era animado, e tinha algo novo a dizer; aqui estava alguém [Weiner] que tinha escrito uma história sobre publicidade na década de 1960, e abordava a história recente dos Estados Unidos através daquele prisma."Weiner, no entanto, deixou o roteiro de lado durante os sete anos seguintes - período durante o qual nem a HBO nem a Showtime manifestaram qualquer interesse no projeto — até que The Sopranos terminasse sua temporada final e a rede de televisão a cabo AMC entrasse no mercado à procura de novos programas. "A rede estava procurando por excelência ao lançar sua primeira série original", de acordo com o presidente da AMC, Ed Carroll, "e apostamos que a qualidade venceria sobre o apelo massificado formulaico".

### Pré-produção
Tim Hunter, diretor das primeiras duas temporadas da série, chamou Mad Men de "um programa muito bem-conduzido". Segundo ele:

"Diversas reuniões entre os produtores eram realizadas durante a pré-produção. No dia que o roteiro chegava todos nos encontrávamos para a primeira leitura, e Matt começava a nos contar como ele o visualizava. Então fazíamos uma reunião "tonal" alguns dias mais tarde na qual Matt nos contava como ele o visualizava. E então havia uma reunião de produção final com toda a equipa..."

### Filmagens e desenho de produção
O piloto foi filmado nos Silvercup Studios e em diversos locais de Nova York; episódios seguintes foram filmados nos Los Angeles Center Studio]. Está disponível para exibição em alta definição no canal AMC-HD e em diversos serviços de vídeo sob demanda disponíveis em diversas emissoras afiliadas. Os roteiristas, incluindo Weiner, compilaram volumes de pesquisas sobre o período no qual Mad Men se passa, para garantir a precisão histórica da maior parte dos aspetos da série, incluindo os cenários, figurinos e acessórios, produzindo um estilo visual autêntico que conquistou elogios da crítica. Cada episódio tinha um orçamento que variava de 2 a 2,5 milhões de dólares, embora o episódio piloto tenha ultrapassado a marca de 3 milhões. Sobre as cenas em que os personagens fumavam, Weiner comentou: "fazer este programa sem fumo teria sido uma piada. Teria sido saudável, e teria sido falso." Como os atores não podem, de acordo com as leis do estado da Califórnia, fumar cigarros de tabaco em seu ambiente de trabalho, eles consumiam cigarros herbais. Robert Morse foi escalado para o papel do sócio sênior Bertram Cooper; Morse havia participado de dois filmes de 1967 sobre homens de negócios inescrupulosos, A Guide for the Married Man (1967), uma fonte de inspiração para Weiner, e How to Succeed in Business without Really Trying (1967), no qual Morse reprisou o papel que havia feito na peça homônima da Broadway de 1961, por sua vez baseada num romance satírico escrito por um antigo executivo da agência publicitária nova-iorquina Benton & Bowles, Inc.
Weiner colaborou com o diretor de fotografia Phil Abraham e os diretores de arte Robert Shaw (que trabalhou apenas no piloto) e Dan Bishop para desenvolver um estilo visual que fosse "mais influenciado pelo cinema que pela televisão". Alan Taylor, um experiente diretor de The Sopranos, dirigiu o piloto e ajudou a criar o tom visual da série. Para transmitir um "ar de mistério" em torno de Don Draper, Taylor procurou filmá-lo de costas, ou deixá-lo parcialmente obscuro no enquadramento. Diversas das cenas que se passavam na Sterling Cooper foram filmadas abaixo da linha do olhar, para incorporar os tetos na composição do quadro; isto serviria para refletir a fotografia, o desenho gráfico e a arquitetura do período. Alan acreditava que nem a steadicam nem câmeras portáteis seriam apropriadas para a "gramática visual da época, e aquela estética não combinava com a [sua] abordagem clássica"; por este motivo, os cenários foram projetados para o uso de travelling (câmeras movidas ao longo de trilhos).

### Finanças
De acordo com uma estimativa de 2011 da Miller Tabak + Company publicada no jornal Barron's, a Lions Gate Entertainment teria recebido cerca de 2,71 milhões de dólares da AMC para cada episódio, pouco menos que os 2,84 milhões que cada episódio teria custado para produzir.
Em março de 2011, após negociações entre a rede e o criador da série, a AMC decidiu produzir uma quinta temporada de Mad Men, que estreou em 25 de março de 2012. Weiner supostamente teria assinado um contrato de 30 milhões de dólares que o manteria no comando do programa por mais três temporadas. Duas semanas mais tarde, uma entrevista com a atriz January Jones na revista Marie Claire foi publicada em que ela mencionava os limites do retorno financeiro do ponto de vista dos atores: "nós não somos tão bem pagos no programa, e isto está bem-documentado. Por outro lado, quando você faz televisão, você tem um cheque garantido toda semana, e isto é bom."
As vendas de DVDs e no iTunes poderiam atingir a cifra de 100 milhões de dólares durante os sete anos programados para a série, com as vendas na exibição internacional em syndication trazendo a quantia extra de 700 mil dólares por episódio. Estes números não incluem os 71 a 100 milhões que seriam gerados através do streaming após a assinatura de um contrato com a Netflix anunciado em abril de 2011.

### Abertura e créditos dos episódios
A abertura de cada episódio mostra os créditos sobre uma animação gráfica de um executivo caindo de uma grande altura, cercado por arranha-céus e exemplos de pósteres e outdoors publicitários, acompanhados por uma versão curta e editada da canção instrumental "A Beautiful Mine", de RJD2. O executivo aparece como uma silhueta em preto-e-branco. A sequência, criada pela produtora Imaginary Forces, faz uma homenagem às aberturas repletas de arranha-céus do designer gráfico Saul Bass para o filme North by Northwest, de Alfred Hitchcock, de 1959, e o póster para o filme Vertigo (no Brasil, Um Corpo que Cai), do mesmo diretor, de 1958; Weiner listou Hitchcock como uma das principais influências no estilo visual da série. David Carbonara compôs a trilha sonora original da série, que foi lançada com o nome de Mad Men — Original Score Vol. 1 em 13 de janeiro de 2009.
Numa edição do TV Guide de 2010, a sequência de abertura da série ficou em 9º lugar numa lista das 10 maiores sequências de abertura da televisão, de acordo com uma votação entre os leitores da publicação.
No fim de quase todos os episódios, o programa passa, tanto através de fade quanto smash cut, da última cena para uma tela negra ao som de uma música de época ou uma composição original de Carbonara, enquanto são mostrados os créditos finais. Alguns episódios, no entanto, utilizaram canções populares mais recentes, ou uma canção diegética que se transforma na música dos créditos. Os Beatles autorizaram o uso da canção "Tomorrow Never Knows" para o episódio "Lady Lazarus", da quinta temporada, e a mesma canção foi executada durante os créditos; foi uma das poucas ocasiões em que a banda liberou uma de suas canções para uma série de televisão. A Lionsgate, que produz Mad Men, pagou 250.000 dólares pela utilização da canção no episódio. A canção "Don't Think Twice, It's All Right", de Bob Dylan, foi usada no encerramento do último episódio da primeira temporada.

## Temas
Mad Men mostra partes da cultura e da sociedade norte-americana nos anos 1960, destacando o tabagismo, alcoolismo, sexismo, feminismo, adultério, homofobia, racismo e antisemitismo. O tabagismo, muito mais comum nos EUA na década de 1960 do que atualmente, aparece pela série; muitos personagens podem ser vistos fumando no decorrer de um episódio. No piloto, representantes da Lucky Strike vão a Sterling Cooper procurando por uma nova campanha de publicidade nas vésperas de um artigo da Reader's Digest dizendo que o tabagismo causa vários problemas de saúde, incluindo câncer de pulmão. O programa apresenta uma subcultura em que homens que são casados, ou que estão em um relacionamento, frequentemente têm relações sexuais com outras mulheres. Também se observa a publicidade como uma saída corporativa para criatividade do jovem homem branco da classe média. Junto com esses exemplos, entretanto, há pistas sobre o futuro e as mudanças radicais da década de 1960: a ansiedade de Betty, agitações sobre o movimento feminista (como é visto em Peggy), os Beats (que Draper descobre através de Midge), uso de drogas e conversas de que o tabagismo é prejudicial a saúde e aparência, que é geralmente ignorado ou desmentido. As personagens também veem agitações de mudanças na própria indústria da publicidade, com a campanha "Think Small" do Volkswagen Fusca mencionada e desmentida por muitos na Sterling Cooper, apesar de Don Draper ver o valor nostálgico e o potencial de mercado de renomear o projetor de slides da Kodak para Kodak Carousel.

## Recepção
Mad Men recebeu uma boa resposta da crítica desde sua estreia. A audiência da estreia, às 22:00 h de 19 de julho de 2007, foi a maior de qualquer série original da AMC até então. Um crítico do The New York Times chamou a série de revolucionária por retratar de modo único um passado não tão distante. O San Francisco Chronicle chamou Mad Men de "uma série com estilo, que prende visualmente [...] um drama adulto de introspecção e da inconveniência da modernidade num mundo masculino". Um crítico do Chicago Sun-Times descreveu a série como "um retrato não-sentimental das complicadas 'pessoas completas' que atuam com os modos mais decentes que os EUA perderam na década de 1960, enquanto também brincavam de agarrar a bunda das mulheres e falavam mal de seus subordinados". A reação do Entertainment Weekly foi semelhante, observando como, na época em que se passa a história, "divertir-se faz parte do trabalho, a provocação sexual ainda não é assédio e os EUA estão livre de autoquestionamento, de culpa e da confusão contracultural". O Los Angeles Times disse que o programa tinha encontrado "um estranho e amável lugar entre a nostalgia e o politicamente correto". O programa também recebeu elogios da crítica por seu realismo histórico – principalmente no que se refere aos seus retratos do sexismo e do preconceito, e a alta prevalência do cigarro e da bebida. O The Washington Post concordou com a maioria das outras críticas em relação ao estilo visual de Mad Men, mas criticou o ritmo lento da história. No balancamento das críticas, o site Metacritic deu uma nota de 77 ("críticas geralmente favoráveis") à série.
Em 20 de junho de 2007, um grupo de consumidores ativistas chamado "Commercial Alert" registrou uma reclamação no Conselho de Bebidas Destiladas dos Estados Unidos, alegando que o patrocinador Jack Daniel's estava violando as regras publicitárias do ramo, já que o programa possui "cenas de atividade sexual exagerada", assim como de "intoxicação irresponsável". A marca Jack Daniel's foi mencionada no 5º episódio.
Entre as pessoas que trabalhavam no ramo da publicidade na década de 1960, as opiniões diferem quanto ao realismo de Mad Men. Jerry Della Femina, que trabalhava como redator na época e mais tarde fundou sua própria agência, disse "Imagine um bando de bêbados conversando entre si através de uma nuvem de fumaça – assim que eram os anos 1960". Mas Allen Rosenshine, outro redator que mais tarde foi comandar a BBDO, chamou o programa de "fabricação total".

## Prêmios
A série venceu o Golden Globe Award para Melhor Série (drama) em 2008, 2009 e 2010. Jon Hamm venceu o prémio de Melhor Ator (série dramática) por sua atuação como Don Draper. Além disso, a série também foi indicada na categoria Melhor Drama na premiação do Writers Guild of America de 2007. O American Film Institute a escolheu como uma das dez melhores séries de televisão do ano.
No final de dezembro de 2007, o elenco de Mad Men foi honrado com uma indicação ao Screen Actors Guild para Melhor Elenco em uma Série Dramática. Jon Hamm também recebeu uma indicação por Melhor Performance por um Ator em uma Série Dramática.
Venceu um Emmy no dia 20 de setembro de 2009.
Venceu o Golden Globe Award para Melhor Série (drama) de novo em 12 de janeiro de 2009, concorrendo contra House, True Blood e Dexter. Em 18 de janeiro de 2010, voltou a vencer o Globo de Ouro na mesma categoria.
Venceu um Emmy no dia 29 de agosto de 2010 nas categorias "Melhor Série Dramática" e "Melhor Elenco de uma Série Dramática".
Venceu um Emmy no dia 19 de setembro de 2011 na categoria "Melhor Série Dramática".
Jon Hamm recebe o Emmy de Melhor Ator (série dramática) em 2015, ano em que a série se encerra.
Jon Hamm recebe o Golden Globe de melhor ator em série em 10 de janeiro de 2016.